# Nomen conservandum
Nomen conservandum, zkracováno obvykle nom. cons., je označení vědeckého jména taxonu, který by podle pravidel botanické nomenklatury byl neplatný, např. z důvodu, že existuje starší platně publikované vědecké jméno téhož taxonu a podle pravidla priority by mělo být používáno toto starší označení. Důvodem pro konzervaci bývá většinou okolnost, že ve vědecké literatuře je právě ono „konzervované jméno“ běžně používáno a jeho odmítnutí by vedlo ke zbytečným zmatkům v literatuře. Typickým příkladem je jméno populárního dravého dinosaura druhu Tyrannosaurus rex.
Nomina conservanda jsou definována článkem 14 zmíněných pravidel a jejich seznam tvoří nedílnou součást pravidel jako jejich příloha. Při plném citování vědeckého jména bývá toto označení zapisováno na konci (za autoritou a datací), obvykle kursivou a v závorce, např. Acanthaceae Durande, Notions Elém. Bot.: 265. Feb-Aug 1782 (nom. cons.).